# Paul Haenlein

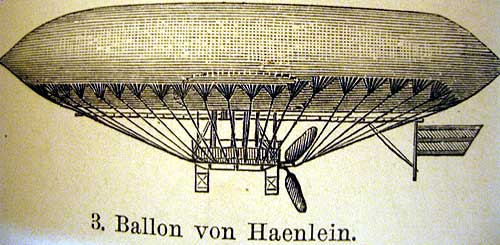
Dirigible de Haenlein.

Paul Haenlein (Maguncia, 17 de octubre de 1835-27 de enero de 1905 fue un ingeniero y pionero de la aviación alemán. Voló en un dirigible semirrígido. Su familia perteneció a los ciudadanos notables de Maguncia, liderando su economía y cultura.

## Formación y primeros inventos
Hanlein recibió educación como ingeniero mecánico y modelista.Estudió en le Escuela superior técnica de Karlsruhe, y trabajó luego como ingeniero en diferentes fábricas. Fue el primero en crear un dirigible propulsado por un motor de combustión interna tipo Lenoir, que obtenía el combustible del mismo gas elevador que llenaba el globo. 
El motor, de 233 kg de peso tenía cuatro cilindros horizontales, con una potencia total de alrededor de 6 HP y un consumo de 7 m³ de gas por hora. El gas aspirado del globo se compensaba bombeando aire, pero debido a esto disminuía la capacidad de sustentación, y la autonomía del dirigible era limitada.

## Patentes
En 1872 Haenlein obtuvo la patente 130.195 de Estados Unidos por el uso de gas en los motores de dirigible. El 13 de diciembre de ese año, probó su dirigible en Brno, actual República Checa, logrando una velocidad de 19 km/h. El dirigible fue el antecedente director del modelo Lebaudy, con 50 m de eslora, diámetro mayor de 9,15 m y volumen de 2411 m³. Las pruebas se discontinuaron debido a problemas económicos. 
La envoltura del dirigible se hizo hermética mediante una cobertura interna de caucho, y una película exterior más fina. El gas utilizado para el llenado fue gas sintetizado, que servía además como combustible del motor, aunque limitaba la sustentación, por su mayor peso específico en relación con otros gases.